# Lucy Powell

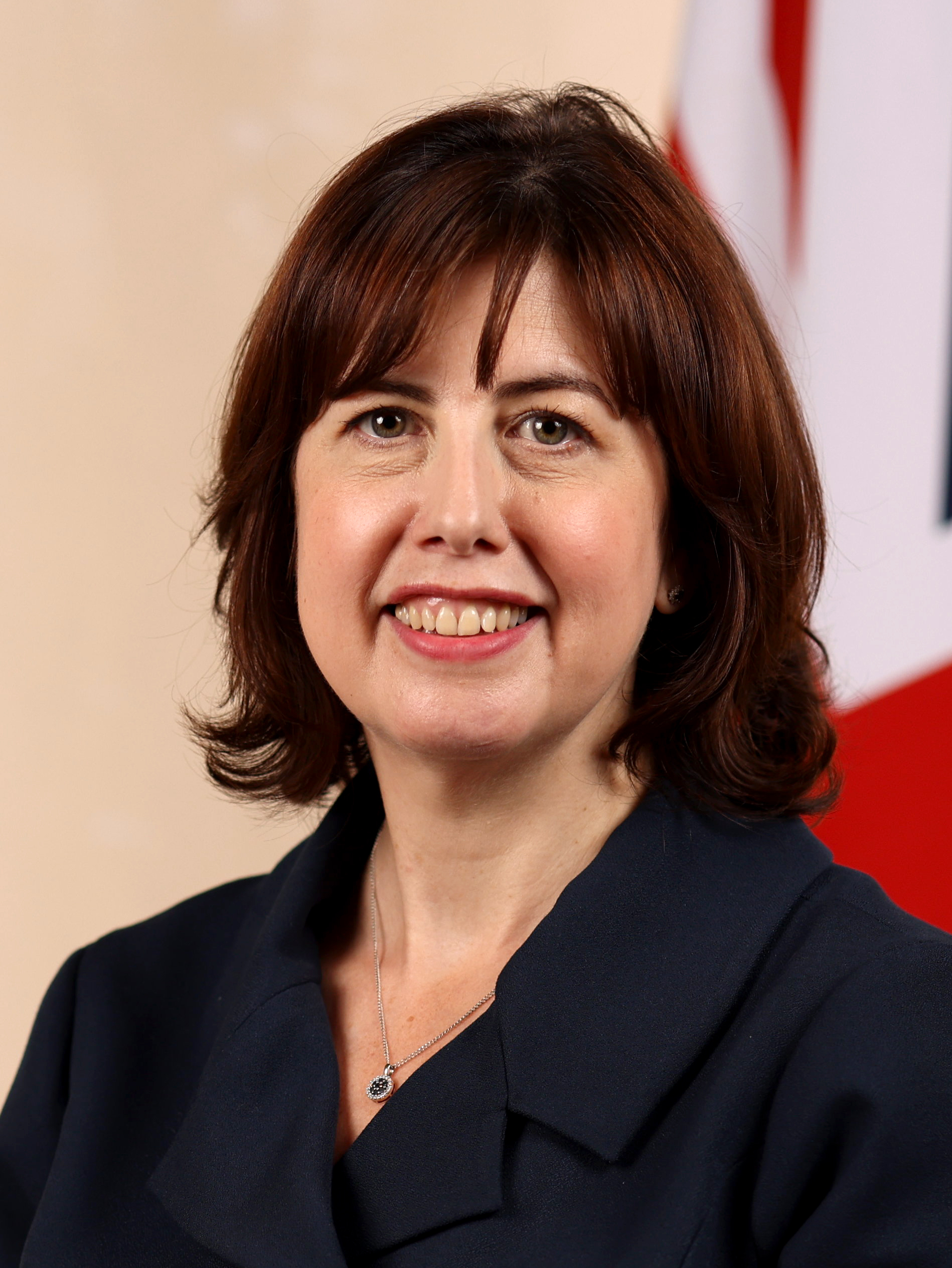
Lucy Powell

Lucy Maria Powell (* 10. Oktober 1974 in Manchester) ist eine britische Politikerin (Labour and Co-operative Party) und die Unterhausabgeordnete für den Wahlkreis Manchester Central.
Sie wurde erstmals bei den Nachwahlen in Manchester Central im November 2012 gewählt. Im September 2015 wurde sie zur Schattenministerin für Bildung im Schattenkabinett von Jeremy Corbyn ernannt, trat jedoch im Juni 2016 zurück.
Nach dem erdrutschartigen Sieg der Labour-Partei bei der Unterhauswahl 2024 wurde Powell am 5. Juli desselben Jahres vom neuen Premierminister Keir Starmer zum Leader of the House of Commons und zum Lord President of the Council ernannt.